# إيفا هيرمان
إيفا هيرمان (بالألمانية: Eva Herman) (و. 1958  م) هي مقدمة تلفزيونية، ومذيعة أخبار، وصحفية، وكاتِبة ألمانية، ولدت في إمدن.

## وصلات خارجية
- إيفا هيرمان على موقع IMDb (الإنجليزية)
- إيفا هيرمان على موقع مونزينجر (الألمانية)
- إيفا هيرمان على موقع ميوزك برينز (الإنجليزية)
- إيفا هيرمان على موقع ديسكوغز (الإنجليزية)
- إيفا هيرمان على موقع قاعدة بيانات الفيلم (الإنجليزية)
- إيفا هيرمان في قاعدة بيانات الأفلام على الإنترنت